# Boerhavia
- Commons

Boerhavia L. é um género botânico pertencente à família Nyctaginaceae.

## Espécies
- Boerhavia acutifolia
- Boerhavia  africana
- Boerhavia  alamasona
- Boerhavia alata
- Boerhavia albiflora
- Boerhavia  ambigua
- Boerhavia  angustifolia
- Boerhavia anisophylla
- Boerhavia  arabica
- Boerhavia australis
- Boerhavia boissieri
- Boerhavia bracteosa
- Boerhavia brandegeei
- Boerhavia burbidgeana
- Boerhavia capitata
- Boerhavia capitato-spicata
- Boerhavia chinensis
- Boerhavia chrysantha
- Boerhavia ciliata
- Boerhavia coccinea
- Boerhavia cordobensis
- Boerhavia coulteri
- Boerhavia crassifolia
- Boerhavia crispa
- Boerhavia crispifolia
- Boerhavia decipiens
- Boerhavia deserticola
- Boerhavia diandra
- Boerhavia dichotoma
- Boerhavia diffusa
- Boerhavia discolor
- Boerhavia elegans
- Boerhavia erecta
- Boerhavia fallacissima
- Boerhavia fistulosa
- Boerhavia gardneri
- Boerhavia glabrata
- Boerhavia glandulosa
- Boerhavia gracillima
- Boerhavia graminicola
- Boerhavia grandiflora
- Boerhavia greenwayi
- Boerhavia heimerlii
- Boerhavia helenae
- Boerhavia herbstii
- Boerhavia hereroensis
- Boerhavia heronensis
- Boerhavia hiranensis
- Boerhavia hirsuta
- Boerhavia hitchcockii
- Boerhavia hualienense
- Boerhavia hualienensis
- Boerhavia lantsangensis
- Boerhavia lateriflora
- Boerhavia libyca Pomel
- Boerhavia linearifolia
- Boerhavia litoralis
- Boerhavia maculata
- Boerhavia megaptera
- Boerhavia mista
- Boerhavia montana
- Boerhavia mutabilis
- Boerhavia octandra
- Boerhavia organensis
- Boerhavia paludosa
- Boerhavia parviflora
- Boerhavia patula
- Boerhavia pedunculosa
- Boerhavia pentandra
- Boerhavia periplocifolia
- Boerhavia pilosa (Heimerl)
- Boerhavia plicata Bojer
- Boerhavia plumbaginea
- Boerhavia procumbens
- Boerhavia pulchella
- Boerhavia punarnava
- Boerhavia purpurascens
- Boerhavia ramosissima
- Boerhavia raynalii
- Boerhavia reniformis
- Boerhavia repens
- Boerhavia repleta
- Boerhavia rosei
- Boerhavia rufopilosa
- Boerhavia scandens
- Boerhavia schinzii
- Boerhavia schomburgkiana
- Boerhavia simonyi H
- Boerhavia sinuata
- Boerhavia sonorae
- Boerhavia spicata
- Boerhavia squarrosa
- Boerhavia stellata
- Boerhavia stenocarpa
- Boerhavia tarapacana
- Boerhavia tetrandra
- Boerhavia transvaalensis
- Boerhavia traubae
- Boerhavia triquetra
- Boerhavia tsarisbergensis
- Boerhavia tuberosa
- Boerhavia verbenacea
- Boerhavia virgata
- Boerhavia weberbaueri
- Boerhavia wrightii
- Boerhavia xantii

## Classificação do gênero
| Sistema | Classificação                     | Referência               |
| ------- | --------------------------------- | ------------------------ |
| Linné   | Classe Monandria, ordem Monogynia | Species plantarum (1753) |